# Heterusia melaleucata
Heterusia melaleucata är en fjärilsart som beskrevs av J. Peter Maassen 1890. Heterusia melaleucata ingår i släktet Heterusia och familjen mätare. Inga underarter finns listade i Catalogue of Life.